# Marco Pedão Vergiliano
Marco Pedão Vergiliano (em latim: Marcus Pedo Vergilianus; m. 115) foi um senador romano eleito cônsul em 115 com Lúcio Vipstano Messala. Seu nome gentílico provavelmente era "Popílio", como outros senadores com o cognome "Pedão", como Caio Popílio Caro Pedão, cônsul em 147, ou Popílio Pedão Aproniano, cônsul em 191.
Vergiliano foi morto no começo de seu mandato por um grande terremoto em Antioquia. O imperador Trajano, que estava na cidade se preparando para sua campanha parta, escapou por pouco. Tito Estacílio Máximo Severo Adriano foi nomeado cônsul sufecto para terminar o seu nundínio.